# David Bissett
David Bissett, né le 26 septembre 1979 à Edmonton, est un bobeur canadien.

## Palmarès

### Jeux Olympiques
- : médaillé de bronze en bob à 4 aux JO 2010.

### Championnats monde
- : médaillé d'argent en bob à 4 aux championnats monde de 2007.